# Szepesi Nikolett
Szepesi Nikolett (Budapest, 1987. szeptember 11. –) Európa-bajnoki bronzérmes magyar úszó, olimpikon. 2007-ben az év magyar úszónője.

## Sportolói pályafutása
2001-ben az Európai Ifjúsági Olimpiai Fesztiválon 100 méter háton szerzett első helyezést. Még ugyanebben az évben az országos rövid pályás úszóbajnokságon lett aranyérmes. 2002-ben az ifjúsági úszó Európa-bajnokságon 100 m háton ötödik volt. A felnőtt Eb-n 50 méter háton 9., 100 méteren 10., 200 méteren 12. lett. A vegyes váltóval a kilencedik helyezést érte el. 2003-ban az ifjúsági Eb-n 50 és 200 méteren harmadik, 100 méteren negyedik volt. A rövid pályás Európa-bajnokságon 200 méteren hetedik helyen ért célba. A 2004-es úszó-Európa-bajnokságon 50 és 100 méteren negyedik, 200 méteren hatodik helyen végzett. A vegyes váltóval nyolcadik lett. A 2004-es athéni olimpián a 100 méteres hátúszásban 21. volt. A rövid pályás Európa-bajnokságon 50 méteren 11., 100 és 200 méteren hetedik volt.
A 2006-os úszó-Európa-bajnokságon 50 méteren hetedik, 100 méteren hatodik, 200 méteren 11. volt. A vegyes váltóval hatodik helyen végzett. A rövid pályás Európa-bajnokságon 50 méteren hetedik, 100 méteren nyolcadik, 200 méteren hatodik volt. A 2007-es úszó-világbajnokságon 50 méteren 21., 100 méteren kilencedik, 200 méteren hatodik lett. A rövid pályás Európa-bajnokságon 50 méteren 10., 100 méteren hetedik, 200 méteren hatodik volt. A vegyes váltóval hetedik lett. A 2008-as úszó-Európa-bajnokságon 50 méteren 8., 100 méteren ötödik, 200 méteren bronzérmes lett. A vegyes váltóval hetedik helyezést ért el. Áprilisban kéztörést szenvedett, amit ősszel műteni is kellett. A 2008-as pekingi olimpián 100 háton a 24., 200 háton a 18. helyen végzett. A rövid pályás Európa-bajnokságon 50 méteren 30., 100 méteren 13., 200 méteren 11., a vegyes váltóval kilencedik lett.
2009 januárjában bejelentette visszavonulását, majd szeptemberben a visszatérését. A 2009-es rövid pályás Európa-bajnokságon 100 méteren 12., 200 méteren hatodik lett. 2010 januárjában a Nemzetközi Úszó Szövetség egy évre eltiltotta, mivel visszatérését hivatalosan nem jelentette be, és így aktív versenyzőként továbbra is mentesült a doppingellenőrzések alól. Ezt követően, mivel a NOB akkori rendelkezései szerint a következő olimpián sem indulhatott, újra visszavonult.
2017.08.15-én a budapesti Masters világbajnokságon országos csúccsal bronzérmes 200 háton, a 30-34 év közötti kategóriában 2:29.04-es idővel.

## Könyvei
Szepesi Nikolett 2013-as könyve az Én, a szexmániás, amelyben visszaemlékezéseit örökítette meg. Ebben részletesen ecseteli szexuális kapcsolatait különböző korú és hovatartozású partnereivel, heteroszexuális kalandokon túl leszbikus kapcsolatokat, sőt tömegszexet is említ. Ugyancsak 2013-ban jelent meg ennek folytatása, az Orgazmuspontok című könyv. Könyveiben nem pusztán alkalmi szexkapcsolatairól ír, de az elsők közt leplezte le, mennyire elterjedt a versenysportban a szexuális zaklatás és egyéb bántalmazás.

## Rekordjai

### 50 m hát
- 29,33 (2004. április 18., Budapest) országos csúcs
- 29,29 (2004. május 16., Madrid) országos csúcs
- 29,22 (2006. augusztus 4., Budapest) országos csúcs
- 29,13 (2006. augusztus 5., Budapest) országos csúcs
- 29,01 (2008. március 23., Eindhoven) országos csúcs

### 50 m hát, rövid pálya
- 28,55 (2006. december 12., Debrecen) országos csúcs
- 28,44 (2006. december 9., Helsinki) országos csúcs
- 28,11 (2006. december 9., Helsinki) országos csúcs
- 28,10 (2006. december 9., Helsinki) országos csúcs
- 28,08 (2008. november 15., Százhalombatta) országos csúcs
- 27,76 (2008. december 13., Fiume) országos csúcs (vegyes váltó selejtezőjében)
- 27,64 (2009. november 14., Százhalombatta) országos csúcs

### 100 m hát, rövid pálya
- 59,96 (2006. november 12., Debrecen) országos csúcs
- 59,54 (2007. november 18., Debrecen) országos csúcs
- 59,51 (2007. december 14., Debrecen) országos csúcs
- 58,90 (2009. november 15., Százhalombatta) országos csúcs
- 58,86 (2009. november 15., Százhalombatta) országos csúcs
- 58,78 (2009. december 10., Isztambul) országos csúcs

### 200 m hát, rövid pálya
- 2:06,07 (2008. november 14., Százhalombatta) országos csúcs
- 2:05,82 (2009. november 13., Százhalombatta) országos csúcs
- 2:05,33 (2009. november 13., Százhalombatta) országos csúcs
- 2:04,47 (2009. december 13., Isztambul) országos csúcs